# Murat-sur-Vèbre

Murat-sur-Vèbre este o comună în departamentul Tarn din sudul Franței. În 2009 avea o populație de 843 de locuitori.

## Evoluția populației
| An        | 1975  | 1982 | 1990 | 1999 | 2006 | 2009 |
| --------- | ----- | ---- | ---- | ---- | ---- | ---- |
| Populație | 1.060 | 938  | 889  | 819  | 841  | 843  |